# 周振甫
周振甫（1911年—2000年5月15日），原名麟瑞，筆名振甫，後以筆名行，男，浙江平湖人，中國古典文學家，中国共产党黨員。

## 生平
1931年，周振甫入無錫國學專修學校，跟隨學者錢基博（錢鍾書父親）學習。1932年，在上海開明書店任《辭通》校對、編輯。三十年代初，周振甫開始從事編輯工作，負責編輯的著作有《樂府詩集》、《李太白全集》、《管錐編》等。參加了《明史》點校和《魯迅全集》註釋。编辑之余，还著有《文章例话》、《诗词例话》等书。

## 轶事
周振甫和錢鍾書有深厚的學術情誼。周振甫於1977年給中華書局寫《建議接受出版錢鍾書先生的〈管錐編〉》提到：“錢先生在英國文學界有較高的地位，英國人編的文學史，有專章講述錢先生的文學創作”。振甫曾負責《談藝錄》與《管錐編》的編輯工作，錢鍾書親筆贈言：“校書者非如觀世音之具千手千眼不可。此作蒙振甫兄讎勘，得免於大舛錯，得賜多矣。”